# Xysticus imitarius
Xysticus imitarius är en spindelart som beskrevs av Willis J. Gertsch 1953. Xysticus imitarius ingår i släktet Xysticus och familjen krabbspindlar. Inga underarter finns listade i Catalogue of Life.